# Caradog ap Gruffydd
Caradog ap Gruffydd (fallecido en 1081) fue un Príncipe de Gwent en del sureste de Gales del que hizo repetidos intentos por obtener poder sobre todo el sur de Gales conquistando Deheubarth.

## Linaje
Caradog era nieto de Rhydderch ab Iestyn que había ocupado el trono de Deheubarth antes de su muerte en 1033. El padre de Caradog, Gruffydd ap Rhydderch también aguantado dominado Deheubarth un tiempo antes de ser finalmente expulsado y asesinado por Gruffydd ap Llywelyn quien finalmente gobernaría sobre la mayor parte de Gales.

## Primeros años
El baluarte de la familia era el Reino de Gwent, y Caradog parece haber sido capaz de añadir Morgannwg durante sus primeros años. Aparece por vez primera en los registros en 1065. Harold Godwinson, después de derrotar a Gruffydd ap Llywelyn en 1063 había empezado a construir un refugio de caza en Portskewet. Caradog lo atacó destruyó, saqueando la zona con sus hombre.

## Ambición y agresión
Caradog se dispuso a emular a su padre y abuelo conquistando Deheubarth En 1072 derrotó y mató al gobernante de Deheubarth, Maredudd ab Owain ab Edwin, en una batalla junto al río Rhymney. 
En 1078 obtuvo otra victoria sobre Rhys ab Owain que había sucedido a Maredudd como príncipe de Deheubarth, matándole también. 
En 1081 había forzado al nuevo príncipe de Deheubarth, Rhys ap Tewdwr a huir a la catedral de St. David.

## Alianza galesa contra él
Aun así la situación dio un vuelco con la llegada desde Irlanda de Gruffudd ap Cynan, que perseguía el trono de Gwynedd ocupado por Trahaearn ap Caradog. Rhys ap Tewdwr y Gruffudd ap Cynan se reunieron en la catedral de St. David e hicieron una alianza con la bendición del Obispo.
Caradog contrarrestó esta alianza uniéndose al rey de Gwynedd, Trahaearn ap Caradog. Las dos facciones se enfrentaron en Mynydd Carn, un día de marcha al norte de Saint David's. Caradog y su aliado resultaron muertos.

## Sucesión
Caradog dejó un hijo, Owain ap Caradog, que se contentó con el gobierno de Gwynllwg y fue el fundador de la línea de los Lords de Caerleon en el sureste de Gales.